# Emanuel Lasker
Den här artikeln handlar om schackvärldsmästaren Emanuel Lasker. Se även Edward Lasker, internationell mästare och avlägsen släkting till Emanuel Lasker.
Emanuel Lasker, född 24 december 1868 i Berlinchen, provinsen Brandenburg, Preussen (nuvarande Barlinek i Västpommerns vojvodskap, Polen), död 11 januari 1941 i New York, var en tysk schackspelare av judisk härkomst, världsmästare 1894–1921.
Lasker hade en filosofie doktorsexamen i matematik och var till yrket matematiker och filosof. Under sin studietid hade han konstant svårt med ekonomin och var tvungen att spela schack för att dryga ut inkomsten. 
Lasker blev 1889 tysk schackmästare, 1892 engelsk och vann världsmästartiteln genom att besegra den gamle Wilhelm Steinitz 1894. Matchen spelades omväxlande i New York, Philadelphia och Montréal, och den slutade med 12–7 till Lasker. Vid returmatchen 1896 i Moskva blev resultatet 12,5–4,5 till Lasker. Lasker förklarade att Steinitz förlust inte ska tolkas som att dennes idéer var felaktiga, eftersom Lasker själv huvudsakligen hade applicerat Steinitz idéer i matchen. 
Efter segrar i bland annat Nürnberg 1896, London 1899, Paris 1900 och Berlin 1910 vann han stormästarturneringarna i Sankt Petersburg 1914 och New York 1924, där han slutade före både Capablanca och Aleksandr Alechin. Han kom att försvara sin världsmästartitel mot Siegbert Tarrasch 1908 och 1916 samt mot Carl Schlechter (oavgjort) 1910.
Lasker höll titeln i 27 år innan han slutligen förlorade den mot Capablanca år 1921. 1925 i Moskva blev Lasker tvåa före Capablanca och efter Efim Bogoljubov.
År 1933 lämnade Lasker Tyskland tillsammans med sin fru för att fly till Storbritannien. Han bodde sedan i Sovjetunionen mellan 1935 och 1937, varefter han reste vidare till USA. 
Han är känd för sina goda turneringsresultat och för att vara den förste att betrakta psykologi som en viktig aspekt i såväl förberedelser som praktiskt spel. 
Som matematiker är Lasker känd för Lasker-Noethers sats om primäruppdelning av ideal.
Bland hans skrifter märks förutom en rad filosofiska och matematiska arbeten Common sense in chess (1895, på tyska med titeln Gesunder Menschenverstand im Schach 1925), Die Anfangsgründe des Schachspiels (1918) och Lehrbuch des Schachspiels (1926).